# Monumento a Antonio Raimondi
El monumento a Antonio Raimondi es una obra escultórica del artista italiano Tancredi Pozzi realizada en 1908 por encargo de la colonia italiana afincada en Lima. Fue inaugurado en 1910 en la plaza Italia (Lima) -antiguamente denominada plaza de Santa Ana- en donde se mantiene hasta la actualidad. El monumento consta de una base escalonada de tres niveles, de piedra; un pedestal adornado con altorrelieves de bronce que representan escenas de la vida de Antonio Raimondi; y la escultura en bulto del sabio italiano, del mismo material.
Este monumento se encuentra dentro de la plaza Italia (Lima), ubicada en el distrito de Barrios Altos, espacio urbano declarado como ambiente urbano monumental por el entonces Instituto Nacional de Cultura, hoy Ministerio de Cultura, mediante la Resolución Suprema N°2900 del 28 de diciembre de 1972. Además, el monumento a Raimondi ha sido declarado como bien mueble integrante del Patrimonio Cultural de la Nación mediante la Resolución Viceministerial N°053-2018-VMPCIC-MC del 24 de abril de 2018.

## Historia

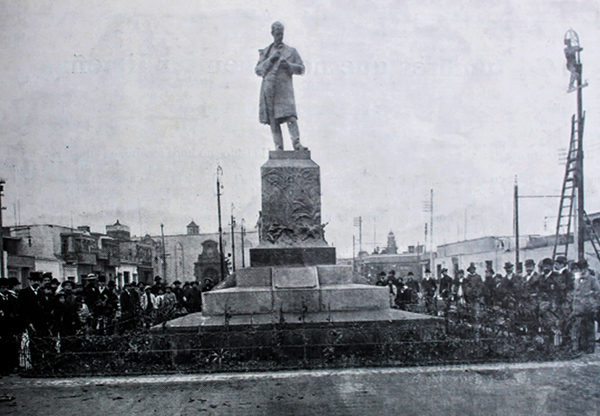
Inauguración de la Escultura a Antonio Raimondi

El monumento escultórico dedicado a la memoria de Antonio Raimondi fue producto de un concurso internacional promovido por la colonia italiana en el Perú en 1906, el cual debía ser colocado en la plaza antiguamente conocida plaza de Santa Ana, siendo rebautizada en adelante como plaza Italia (Lima).
El 25 de julio de 1907 fue declarado por unanimidad como ganador del concurso el escultor italiano Tancredi Pozzi, escogido por la comisión nombrada para tal efecto.
El monumento fue fundido en bronce por la fundición Amilcare Menzio de Turín en 1908, según consta en las inscripciones que obran en la escultura. Sería inaugurado finalmente el 16 de agosto de 1910, ubicándolo en la actual plaza Italia, tal y como se indicó en las bases del concurso.

## Ubicación
El monumento a Antonio Raimondi se colocó en la plaza Italia, antiguamente denominada plaza de Santa Ana, ubicada entre los jirones Junín, Huanta y Huallaga, en Barrios Altos. Esta plaza es uno de los espacios públicos más antiguos de la ciudad. Recibió el nombre de plaza de Santa Ana por el hospital homónimo fundado por el arzobispo Jerónimo de Loayza en 1549 y por la iglesia parroquial del mismo nombre, establecida en 1570.
Durante la época virreinal la plaza fue utilizada como mercado o tianguez, el cual funcionó hasta bien entrado el siglo XIX, y como único equipamiento contaba con una pila, la cual aprovisionaba de agua al vecindario (Bromley, 2005)
A mediados del siglo XIX, ya en la República, se remodeló la plaza reubicando el mercado y habilitando pavimentos de piedra y amplias áreas verdes con frondosos árboles. Como otros espacios públicos remodelados en esa época, la plaza fue cercada por una verja de hierro fundido, y se instalaron varios elementos de mobiliario urbano del mismo material entre los que se destaca la gran pileta ornamental que se colocó en el centro de la plaza y que existe hasta hoy.
Una nueva remodelación del monumento en honor a Antonio Raimondi, se llevó a inicios del siglo XX, en la cual se retiraron los árboles –que se reemplazaron con palmeras- y la reja perimetral, instalándose frente al local del antiguo Colegio de Medicina y Cirugía de San Fernando “luego Ministerio de Gobierno”, inaugurando la rebautizada plaza Italia en 1910. Otras dos remodelaciones de envergadura se llevaron a cabo en 1997 y 2012; en la intervención de 1997 se renovaron los pavimentos y se volvió a colocar otra reja perimétrica alrededor de la plaza, la cual fue retirada en la remodelación del 2012, además de renovar nuevamente los pavimentos y el mobiliario urbano. En ninguna de estas intervenciones se modificó la ubicación del monumento existente de Antonio Raimondi, el cual permanece en su posición inicial desde su instalación en 1910, aunque su entorno haya sufrido variaciones considerables a lo largo de los años.
En la actualidad el monumento a Antonio Raimondi se mantiene en su lugar inicial, en el extremo sur de la plaza, dando frente al lote que ocuparon sucesivamente el antiguo local del Colegio de Medicina y Cirugía de San Fernando, el demolido edificio del Ministerio de Gobierno y el Colegio Nacional Héroes del Cenepa, ocupante actual del lugar. Desde su colocación, el monumento estuvo rodeado por una franja de jardín, la cual se mantiene, con algunas variaciones, hasta el día de hoy.

## Descripción

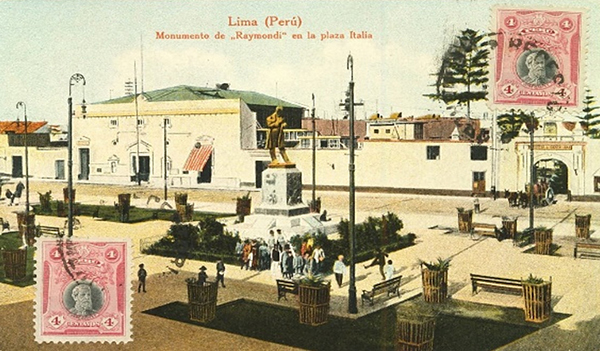
Postal de 1930 que representa a la escultura de Antonio Raimondi en la plaza Italia

El monumento a Antonio Raimondi, es un Bien de Interés Nacional realizado en piedra y bronce, con una altura aproximada de 7.50 m. Consta de tres partes o secciones claramente diferenciadas: la base, el pedestal, y la escultura del personaje.
La base tiene una altura aproximada de 1.50 m, está hecha en piedra granito rojo de Rávena según la memoria de Pozzi) y tiene forma de pirámide escalonada con tres niveles; en el centro de cada lado hay una plataforma inclinada que soporta una placa de bronce cada una.
El pedestal tiene una altura aproximada de 2.30 m y se encuentra realizado en bronce, aunque actualmente se encuentra pintado de color negro. El pedestal se compone de un pequeño plinto de 40 cm de alto que sustenta un pilar con altorrelieves que ocupan la totalidad de sus cuatro lados. Una mediacaña sirve de transición entre el plinto y el pilar, en cuyos cuatro lados se encuentran los altorrelieves ya mencionados, los cuales ocupan toda la superficie disponible. Cada uno de ellos representa un episodio de la vida del sabio italiano.
Sobre el pedestal se ubica la escultura que representa a Antonio Raimondi, la cual tiene una altura aproximada de 3.20 m y está fabricada en bronce, aunque cubierta con pintura de color negro. La escultura representa a Raimondi de manera realista, de pie, vestido de traje con un sobretodo; lleva la mano derecha flexionada sobre el pecho y porta una lupa, con la que examina un trozo de mineral que sostiene en la mano izquierda. La cabeza y el rostro de Raimondi ha sido tratada de forma realista, y representa acertadamente las facciones del naturalista.

## Restauración
Esta restauración se realizó con el propósito de mejorar la estética del monumento, procurando acercarla a la que tenía originalmente. El monumento escultórico completamente restaurado fue presentado el 2 de marzo de 2020. La ceremonia contó con la presencia del alcalde de Lima, Jorge Vicente Martín Muñoz Wells, el embajador de Italia en el Perú, Giancarlo Maria Curcio, representantes de la comunidad italiana, vecinos y el gerente de PROLIMA, Luis Martín Bogdanovich, con el equipo encargado de dicha restauración.